# 拉基夫奇克
48°35′37″N 24°56′57″E / 48.59361°N 24.94917°E
拉基夫奇克（烏克蘭語：Раківчик），是烏克蘭的村落，位於該國西部伊萬諾-弗蘭科夫斯克州，由科洛梅亞區負責管轄，始建於1648年，面積18.1平方公里，2001年人口1,067，人口密度每平方公里59人。